# 你和我的前世因緣
《你和我的前世因緣》（キミとボクをつなぐもの）是荒井チェリー的日本漫畫作品，從創刊號開始連載，第1號到第4號為每號連載，從第6號開始變成隔月連載，一直連載到2009年1月號。單行本全1冊。中文版由東立出版社出版發行。於2016年5月發售的《Cherry etc. 荒井切利傑作集 上》收錄《你和我的前世因緣》作品內容。

## 故事簡介
描寫因意外事故取回前世記憶的少女，與被少女耍得團團轉的少年兩人互動的搞笑戀愛喜劇。

## 登場人物
淺川真雪
品行端莊、成績優秀的美少女。個性樸實沉穩，完全不像是10幾歲的青少年，在校內男女學生之間小有名氣。發生意外事故後意外取回自己的前世，想起自己以前是朝陽的管家（男性、老爺爺），開始照顧朝陽。受到前世影響，興趣相當老氣，喜歡時代劇、和菓子與醃製食品。
伊達朝陽
本作主角。偷偷喜歡真雪，但取回前世記憶的真雪只把朝陽當成少爺對待，只能一邊為現實和理想的差距感到煩惱，一邊維持奇妙的關係。前世溺水而死，因此從小常做溺水的夢而變得相當怕水。
伊達明
朝陽的妹妹。個性開朗活潑，常向哥哥撒嬌。身材嬌小，但能夠輕易舉起3個裝滿文件的箱子，也能空手打斷木條，破壞力十分驚人。小時候常常被欺負而被朝陽和涼平保護，為了不加重哥哥的負擔，開始鍛鍊自己，現今鍛鍊已成為自己的興趣。
藤田涼平
伊達兄妹的青梅竹馬。家裏很有錢，自稱有錢人家的單純少爺。喜歡明，但明完全不把他放在眼裡。
小花
朝陽班上的班長。全名不明。個性認真誠懇，但容易緊張。以前真雪曾幫她處理委員會的工作，而想和真雪做朋友。喜歡和菓子。
紅葉
小花的朋友，全名不明。長得很高，外表有點像男孩子。
織姬
街頭占卜師。真名不明。真雪和朝陽就讀學校的畢業生。具有靈視能力。能夠使用靈視占卜，但他為了提高信服力，通常都使用水晶或姓名占卜等方式進行偽裝。連真雪和朝陽的名字都還不知道的時候，就能說出兩人的前世。看穿了朝陽的前世的死因（私奔圖中不注意跌入水中溺死）、朝陽前世私奔對象後來的人生（和朝陽前世的弟弟結婚，過著幸福的人生），也看出前世私奔對象與弟弟分別轉生成明和涼平。

## 出版書籍
- 日文版 ISBN 978-4-8322-7767-0
- 中文版 ISBN 9789861040141